# Kevin J. Anderson
Kevin James Anderson (Racine, 27 marzo 1962) è un autore di fantascienza statunitense.
Ha scritto racconti basati su Guerre stellari, StarCraft, Titan A.E. e X-Files ed è coautore de Il preludio a Dune e di Legends of Dune con Brian Herbert.

## Opere

### Serie diGuerre stellari
- Jedi Search (1994)
- Dark Apprentice (1994)
- Champions of the Force (1994)
- Darksaber (1996)

con Rebecca Moesta:
- Heirs of Force (1995)
- Shadow Academy (1995)
- The Lost Ones (1995)
- Lightsabers (1996)
- Darkest Knight (1996)
- Jedi Under Siege (1996)
- Delusions of Grandeur (1997)
- Diversity Alliance (1997)
- Jedi Bounty (1997)
- The Emperor's Plague (1997)
- Return to Ord Mantell (1998)
- Trouble on Cloud City (1998)*
- Crisis at Crystal Reef (1998)*

Antologie di storie brevi:
- Tales from the Mos Eisley Cantina (1995)
- Tales from Jabba's Palace (1996)
- Tales of the Bounty Hunters (1996)

### Il preludio a DuneeLegends of Dune
con Brian Herbert:
- Dune: House Atreides (1999)
- Dune: House Harkonnen (2000)
- Dune: House Corrino (2001)
- The Butlerian Jihad (2002)
- The Machine Crusade (2003)
- The Battle of Corrin (2004)
- The Road to Dune (2005)
- Hunters of Dune (2006)
- Sandworms of Dune (2007)

Storie brevi:
- Dune: A Whisper on Caladan Seas
- Dune: Hunting Harkonnens
- Dune: Whipping Mek
- Dune: The Faces of a Martyr
- Dune: Sea Child

### Con Doug Beason
- Lifeline (1990)
- The Trinity Paradox (1991)
- Nanospace  (1992)
- Ill Wind (1995)
- Virtual Destruction (1996)
- Ignition (1997)

### Con L. Ron Hubbard
- Ai! Pedrito! (1998)

### Con Dean R. Koontz
- Dean Koontz's Frankenstein, Book One: Prodigal Son (2005)

### Serie diX-Files
- Ground Zero (1995)
- Ruins (1996)
- Antibodies (1997)

### Serie diStarCraft
- StarCraft: Shadow of the Xel'Naga (2001)

### Fantastic Voyage
- Viaggio alieno (Fantastic Voyage: Microcosm, 2001)

### Come K. J. Anderson
- Captain Nemo (2002)
- The League of Extraordinary Gentlemen - basato sul film La leggenda degli uomini straordinari.
- Sky Captain and the World of Tomorrow - basato sul film
- Clockwork angels (2012) - basato sul concept album clockwork angels dei Rush (2012)

### Originali
- Resurrection, Inc. (1988)
- Climbing Olympus (1994)
- Blindfold (1995)
- Hopscotch (2002)
- The Martian War (2005)

#### Trilogia di Gamearth
1. Gamearth (March 1989)
2. Game Play (October 1989)
3. Game's End (September 1990)

#### Saga of Seven Suns
1. Hidden Empire (2002)
2. A Forest of Stars (2003)
3. Horizon Storms (2004)
4. Scattered Suns (2005)
5. Of Fire and Night (2006)
6. Metal Swarm (Due June 2007)